# Sunita Lyn Williams
Sunita Lyn „Suni“ Williams (* 19. September 1965 als Sunita Lyn Pandya in Euclid, Ohio) ist eine US-amerikanische Astronautin. Sie hat mehrere Missionen im All durchgeführt. Ihre bekanntesten Einsätze waren an Bord der Space-Shuttle-Mission STS-116 und die beiden Langzeitaufenthalte auf der Internationalen Raumstation (ISS) als Mitglied der ISS-Expedition 14 und 15, wobei sie maßgeblich an der Weiterentwicklung der Station beteiligt war. 2012 war sie Flugingenieurin auf der ISS-Expedition 32 und anschließend Kommandantin der ISS-Expedition 33. Williams absolvierte sieben Weltraumspaziergänge und verbrachte 608 Tage im All.

## Ausbildung
Williams wurde in der direkt am Eriesee gelegenen Mittelstadt Euclid geboren, wuchs aber mit ihren Geschwistern und den Eltern in der Ortschaft Needham im ostwärts gelegenen Massachusetts auf. Ihr Vater ist Arzt (inzwischen im Ruhestand), stammt aus Indien und wanderte Anfang der 1960er Jahre in die USA aus. Ihre Mutter ist geborene US-Amerikanerin mit slowenischen Wurzeln.
Williams ging in Needham auf die High School, schloss diese im Jahr 1983 ab und begann dann ein Studium. Sie besuchte die United States Naval Academy (USNA) in Maryland und erhielt im Mai 1987 einen Bachelor in Physik.
Mit Absolvierung der Needham High School hatte sich Williams für die United States Navy verpflichtet und nach ihrer USNA-Zeit ihren aktiven Dienst aufgenommen. Zunächst wurde sie ein halbes Jahr zur Marinetaucherin geschult und kam dann nach Florida. Dort erhielt sie 18 Monate lang Flugunterricht, bevor sie einen Aufbaukurs zur Hubschrauberpilotin absolvierte. Eigentlich hatte sie Jets fliegen wollen, die Navy konnte jedoch nicht genug Plätze für Frauen bereitstellen. Deshalb musste Williams auf die Drehflügler ausweichen.
Anschließend wurde Williams nach Virginia zum 8. Helikoptergeschwader versetzt, das seinen Heimatstützpunkt auf der Naval Air Station Norfolk hat. Mit den „Dragon Whales“, wie sich die Soldaten der Einheit nennen, unternahm sie Einsätze im Mittel- und im Roten Meer und schließlich im Persischen Golf. Von dort unterstützte sie vom Versorger USS Sylvania aus mit Hubschraubern vom Typ CH-46 Sea Knight die „Operation Desert Shield“. Danach war sie bis zum Juni 1992 an der humanitären US-Aktion „Operation Provide Comfort“ beteiligt, die im April 1991 eingerichtet wurde, um kurdischen Flüchtlingen zu helfen. Im September 1992 kommandierte sie eine CH-46-Einheit, als die USS Sylvania vor die Küste von Miami beordert wurde, um den Opfern von Hurrikan Andrew zu helfen, der kurz zuvor Florida verwüstet hatte.
Für Williams folgte eine einjährige Schulung zur Testpilotin an der United States Naval Test Pilot School (USNTPS) in Patuxent River (Maryland). Im Anschluss daran arbeitete sie ab Dezember 1993 in der Navy-Erprobungsabteilung für Hubschrauber, die sich ebenfalls auf der Naval Air Station Patuxent River befindet.
Neben ihrer militärischen Tätigkeit als Testpilotin und Sicherheitsoffizier nahm Williams ein weiteres Studium auf. Das Florida Institute of Technology in Melbourne verlieh ihr 1995 einen Master im Fach Wirtschaftsingenieurwesen. Bevor sie auf der Saipan die gesamte Flugabwicklung leitete, war sie Ausbilderin für angehende Helikopterpiloten an der USNTPS.
Williams absolvierte mehr als 3000 Flugstunden mit mehr als 30 Luftfahrzeugtypen.

## Astronautentätigkeit
Beeinflusst durch ihren Vater, den Mediziner Deepak Pandya, und die Tatsache, dass sie mit Tieren aufwuchs, hatte Williams in ihrer Kindheit Tierärztin werden wollen. Mit der Zeit änderte sich ihr Berufswunsch in Richtung Lehrerin. Das Berufsbild des Raumfahrers kam erst dazu, als sie 1993 den Testpilotenlehrgang an der USNTPS absolvierte. Eines Tages besuchte die Klasse das Lyndon B. Johnson Space Center in Houston (Texas), und die Raumfahrtlegende John Young hielt eine Unterrichtsstunde ab. Das war für sie der Auslöser, sich bei der NASA zu bewerben. Ihr erster Antrag für die 15. Gruppe wurde abgelehnt, beim zweiten Versuch wurde sie schließlich angenommen.
Williams wurde von der NASA als eine von 17 Missionsspezialisten im Juni 1998 vorgestellt. Aus insgesamt 2618 Bewerbern, die den formalen Auswahlkriterien entsprachen, waren 101 Finalisten hervorgegangen. Diese wurden im Herbst 1997 ins JSC zu Tests, Gesprächen und medizinischen Untersuchungen eingeladen. Im Herbst 2000 hatten Williams und die anderen „Pinguine“ (so bezeichneten sich die Auszubildenden der 17. Astronautengruppe selbst) die zweijährige Grundausbildung beendet. Gleich danach schickte die NASA Williams für ein Jahr nach Russland, um am „Sternenstädtchen“ die Vorbereitungen und den Flug der ersten Langzeitbesatzung zur Internationalen Raumstation (ISS) zu betreuen. Nach ihrer Rückkehr aus Moskau erlernte sie in Kanada zunächst den Umgang mit dem ISS-Roboterarm, nahm im Mai 2002 an einer anderthalbwöchigen Unterwasser-Weltraumsimulation vor der Küste Floridas teil, bis sie ein halbes Jahr später ihre erste konkrete Aufgabe als Astronautin erhielt: Für kurze Zeit trainierte sie als Bordingenieurin in der Reservecrew für den Flug der ISS-Expedition 10 zusammen mit ihrem Namensvetter Jeff Williams und dem Russen Konstantin Kosejew. Mit der Umstellung der Besatzungen nach dem Columbia-Absturz wurde die Besatzung im Frühjahr 2003 aufgelöst.
Anfang Mai 2006 gab die NASA bekannt, dass Williams ab Ende des Jahres für rund sechs Monate als Bordingenieurin auf der ISS arbeiten wird. Im Dezember 2006 startete sie mit dem Shuttle-Flug STS-116, löste dort den Deutschen Thomas Reiter ab und verstärkte zunächst die ISS-Langzeitbesatzung Expedition 14 (Michael López-Alegría und Michail Tjurin), die drei Monate zuvor auf der Station eintraf. Im April 2007 übergaben López-Alegría und Tjurin die Stationsaufsicht planmäßig an die Expedition 15. Bis zu ihrer Rückkehr mit STS-117 am 22. Juni 2007 arbeitete Williams mit Fjodor Jurtschichin und Oleg Kotow zusammen. Während ihres ersten Raumflugs stellte Williams gleich mehrere Rekorde auf: Mit 194 Tagen und 18 Stunden war sie länger als jede andere Frau während eines Flugs im All. Den bisherigen Rekord hatte ihre Kollegin Shannon Lucid elf Jahre zuvor aufgestellt, als sie 1996 auf der russischen Raumstation Mir 188 Tage arbeitete. Zudem hielt sie die Rekorde für die größte Anzahl von Außenbordeinsätzen einer Frau (sieben) und mit über 50 Stunden die längste Gesamtzeit, die sich eine Frau außerhalb eines Raumfahrzeugs aufhielt.
Williams war in der Ersatzmannschaft für die ISS-Expeditionen 30 und 31 eingeteilt und diente dann als Bordingenieurin der ISS-Expedition 32. Der Start mit dem Raumschiff Sojus TMA-05M erfolgte am 15. Juli 2012, der Umstieg in die ISS am 17. Juli. Während der Expedition 33 war sie von September bis November 2012 Kommandantin der ISS.
Am 9. Juli 2015 stellte die NASA Sunita Williams als eine der vier Testpiloten für künftige kommerzielle Raumschiffe vor. Zusammen mit Robert Behnken, Eric Boe und Douglas Hurley wurde sie mit den Raumschiffen CST-100 von Boeing und Dragon V2 von SpaceX vertraut gemacht. Williams war dann für den 2021 geplanten Flug Starliner-1 vorgesehen. Im Juni 2022 teilte die NASA mit, dass sie stattdessen am Boeing Crew Flight Test (Boe-CFT) als Pilotin teilnehmen werde.
Am 5. Juni 2024 startete Williams gemeinsam mit Butch Wilmore zur Mission Boe-CFT. Am 6. Juni dockte das Raumschiff an die Internationale Raumstation ISS an. Der Aufenthalt sollte acht Tage dauern. Infolge technischer Probleme mit dem Raumschiff wurde der Rückflug mehrmals verschoben. Im August 2024 teilte die NASA mit, dass die beiden Astronauten Teil der SpaceX Crew-9 werden und erst im Februar 2025 mit der Crew Dragon von SpaceX zur Erde zurückkehren sollen. Im Dezember 2024 wurde der Rückflug erneut auf „frühestens Ende März“ verschoben. Mitte Februar 2025 wurde von einer Rückkehr Mitte März ausgegangen, dafür wollte Space-X die kommende ISS-Besatzung früher hochbringen. Es sollte dabei auf die Benutzung des neuen Raumschiffs verzichtet werden, da dafür noch Tests ausstanden und stattdessen die bewährte Crew Dragon Endurance verwendet werden. Am 18. März kurz vor 19 Uhr Ortszeit landeten sie, Wilmore sowie Nick Hague und Alexander Gorbunow vor der Küste Floridas.

## Zusammenfassung
| Nr. | Mission                          | Funktion                           | Flugdatum                    | Flugdauer                 |
| --- | -------------------------------- | ---------------------------------- | ---------------------------- | ------------------------- |
| 01  | Hin: STS-116 Rück: STS-117       | Bordingenieurin                    | 10. Dez. 2006 –19. Juni 2007 | 194d 18h 02m (6,4 Monate) |
| 02  | Sojus TMA-05M                    | Bordingenieurin / ISS-Kommandantin | 17. Juli 2012 –18. Nov. 2012 | 126d 23h 13m (4,2 Monate) |
| 03  | Hin: Boe-CFT Rück: SpaceX Crew-9 | Pilotin                            | 5. Juni 2024 –18. März 2025  | 286d 07h 05m (9,4 Monate) |

## Privates

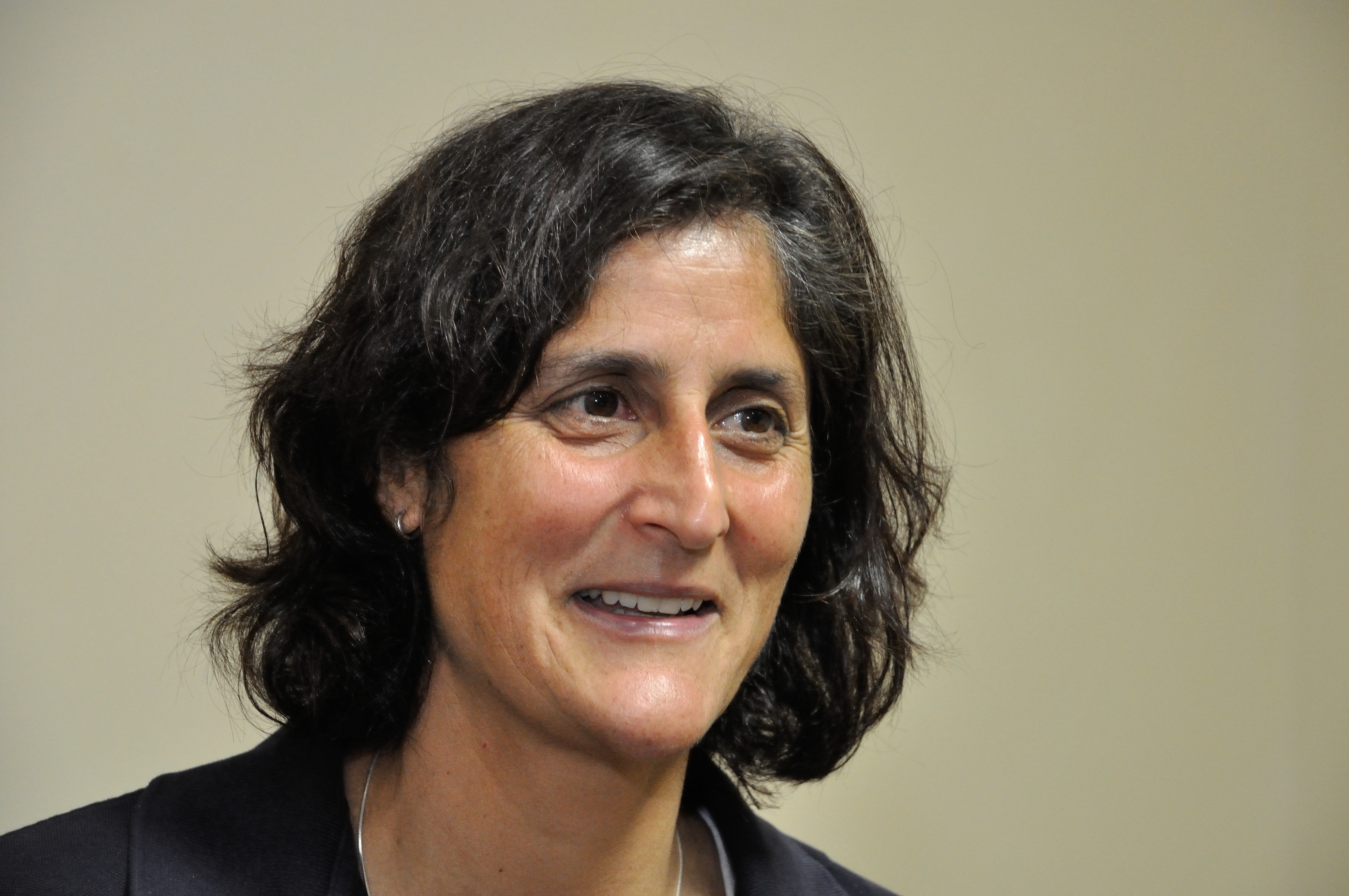
Sunita Lyn Williams anlässlich einer Pressekonferenz im April 2013, Science City, Kolkata

Die Astronautin ist mit Michael Williams verheiratet. Beide hatten sich auf der USNA kennengelernt, als sie Physik studierten. Derzeit führen sie eine Fernehe, denn während Sunita Williams in Houston wohnt, arbeitet ihr Mann als Polizist in Oregon. Das Paar hat keine Kinder.
Williams hält regen Kontakt mit Slowenien. Zuletzt besuchte sie dieses Land für eine Woche im Mai 2013 und hielt dort Vorträge. Unter anderem besuchte sie auch das neue Kulturzentrum für europäische Raumfahrttechnologie KSEVT in Vitanje.
Sunita Williams ist Funkamateurin mit dem Amateurfunkrufzeichen KD5PLB in der Einstiegsklasse.